# Langewahl
Langewahl è un comune di 860 abitanti del Brandeburgo, in Germania.

Appartiene al circondario dell'Oder-Sprea ed è parte della dello comunità amministrativa dello Scharmützelsee.